# اجيرولا
اجيرولا، (بالإنجليزية: Agerola)‏، (اللغة النابولية: Ajërl)، هي (بلدية) في مدينة نابولي متروبوليتان في إقليم كامبانيا الإيطالي ، وتقع على بعد حوالي 35 كم جنوب شرق نابولي. إنها جزء من ساحل أمالفي.

## السكان
تطور النمو السكاني لـ اجيرولا

## توأمة
لاجيرولا اتفاقيات توأمة مع:
- سان سالفاتوري مونفيراتو